# Leandro (nume)
Leandro este un prenume masculin în italiană, portugheză și spaniolă. Numele este o variantă a altor două nume: Leander, un personaj și erou din mitul grecesc și Lysander, o rudă a numelui grecesc Alexander. Există, de asemenea, o variație a denumirii în limba franceză: Léandre. 